# Antonio Gandini
Antonio Gandini (Mòdena, 1786 - 1842) fou un compositor italià. Estudià al Conservatori de Bolonya al mateix temps que Rossini, i el 1814 compongué una cantata de circumstàncies, Caduta dei Giganti, que li valgué la plaça de mestre de capella de la cort. Fundà una caixa de socors per als artistes pobres i compongué les òperes Erminia (1818), Ruggiero (1822), Antigona (1824), i diverses cantates. Fou el pare del també compositor i escriptor, Alessandro Gandini (1807-1871).